# Вирубки
Ви́рубки (рос. Вырубки) — селище у складі Шалинського міського округу Свердловської області.
Населення — 10 осіб (2010, 4 у 2002).
Національний склад станом на 2002 рік: росіяни — 100 %.